# 海碩盃
海碩盃，由海碩集團舉辦的地區性網球賽事，分為高雄海碩網球公開賽（Kaohsiung OEC Open，簡稱：海碩男網賽）與台北海碩國際女子網球挑戰賽（OEC Taipei WTA Challenger，簡稱：海碩女網賽）兩賽事。海碩女網賽自2007年起於台北每年舉辦，海碩男網賽自2012年起於高雄每年舉辦。

## 海碩女網賽
海碩女網賽成立於2007年，首屆賽名為「海碩國際職業女子網球公開賽」（2007 OEC CUP TAIWAN LADIES OPEN），在臺北小巨蛋舉辦，為國際網球總會(International Tennis Federation，ITF)認可之國際巡迴賽事，且為第一個完整應用鷹眼系統的ITF賽事。2012年晉升為WTA挑戰賽的第一項賽事。2017年起更名為台北海碩網球公開賽。

## 海碩男網賽
高雄海碩國際男子網球挑戰賽成立於2012年，在高雄陽明網球中心舉辦，為國際職業網球協會(Association of Tennis Professionals，ATP)挑戰賽最高等級，冠軍可獲得125分ATP積分。2017年起更為高雄海碩網球公開賽，場地也移師高雄巨蛋。